# Madog ap Llywelyn
Madog ap Llywelyn (død efter 1312) var ledere af det walisiske oprør, der foregik i 1294-95 mod det engelske styre. Oprøret var blot et blandt mange efter Englands erobring, og blev kun overgået af Owain Glyndŵrs oprør i 1400-tallet. Madog stammede fra en gren af Huset Aberffraw og var en fjern slægtning til Llywelyn ap Gruffudd, der var den sidste indfødte fyrste af Wales.